# Grzegorz Gac
Grzegorz Gac (ur. 15 sierpnia 1957 w Warszawie) – polski pilot rajdowy, dziennikarz i komentator sportowy.

## Życiorys
Starty w rajdach rozpoczął Fiatem 126p w 1979 roku. Po licznych startach w rajdach okręgowych i strefowych, w 1983 zadebiutował w Rajdowych Samochodowych Mistrzostwach Polski, pilotując Romualda Chałasa w Polskim Fiacie 125p zdobywając drugie miejsce w klasyfikacji pilotów. W kolejnym sezonie zdobył z tym kierowcą tytuł wicemistrza Polski w klasie N-1600. To osiągnięcie załoga Chałas-Gac powtórzyła w 1987 roku, w klasie A-14. W roku 1988 ponownie został wicemistrzem Polski w klasie A-14, tym razem pilotując Marka Sadowskiego (FSO Polonez). W 1991 roku zdobył wraz z Sadowskim tytuł mistrza Polski w klasie N-04 samochodem Mazda 323. Od 1985 roku startował w rajdach międzynarodowych zaliczanych do różnych serii mistrzowskich FIA.
W 1992 roku został pilotem Mariana Bublewicza, z którym zdobył tytuł wicemistrza Europy. Po śmierci Bublewicza w 1993 roku wspólnie z Henrykiem Gawuciem napisał książkę Odcinek Specjalny. Z Bublewiczem przez Europę. Po 1992 roku pilotował okazjonalnie, m.in. Mariusza Ficonia (Rajd Monte Carlo 1994) i Roberta Kisiela (Rajd Barbórka 2002–2004). W swojej karierze startował w ponad 100 rajdach. W latach 2012–2017 Startował w Rajdzie Monte Carlo Historique jako pilot Roberta Burcharda samochodem Polski Fiat 125p, a także w innych rajdach historycznych. W 2015 wziął udział w Rajdzie Monte Carlo Energies Nouvelles, a w 2019 w Rallye de Quebec w Kanadzie.
W latach 1999–2007 był dyrektorem Rajdu Polski. W 2008 roku był dyrektorem Rajdu Orlen. W organizacji Rajdu Polski pracował na różnych stanowiskach do 2017 roku, łącznie przez 24 lata. W tym czasie wielokrotnie był obserwatorem FIA oraz sędzią FIA w rajdach międzynarodowych.
Jest członkiem Automobilklubu Polski, a także publicystą i dziennikarzem motoryzacyjnym, prezenterem oraz komentatorem wyścigów i rajdów samochodowych w Eurosporcie.